# Coupe du monde d'escrime 2018-2019
Navigation
Édition précédente Édition suivante
La coupe du monde d'escrime 2018-2019 est la 48e édition de la coupe du monde d'escrime, compétition d'escrime organisée annuellement par la Fédération internationale d'escrime. Elle débute le 1er septembre 2018 et s'achèvera en juillet 2019 au terme des championnats du monde. Le calendrier officiel comporte huit compétitions (cinq tournois de catégorie A et trois Grands Prix) par arme, en plus des championnats de zone et du monde.

## Distribution des points
Les compétitions du calendrier se divisent en cinq catégories. Toutes rapportent des points comptant pour la coupe du monde selon un coefficient préétabli : coefficient 1 pour les épreuves de coupe du monde, coefficient 1,5 pour les grands prix et championnats de zone et coefficient 2,5 pour les championnats du monde. Les tournois satellite, destinés à familiariser de jeunes tireurs avec les compétitions internationales, rapportent peu de points.
Au cours du congrès annuel de la FIE du 8 décembre 2018, la décision est prise de réduire le coefficient des championnats de zone à 1. Cette décision ne sera cependant appliquée qu'à partir de la saison suivante et n'affecte donc pas le processus de qualification pour les Jeux olympiques d'été de 2020. Le coefficient de 1,5 était jugé trop avantageux pour les escrimeurs non-européens.

### Individuel
Le barème complet est le suivant. Pour calculer le classement d'un escrimeur, seuls comptent les cinq meilleurs totaux de points obtenus au cours des huit épreuves de coupe du monde et Grand Prix, ainsi que les championnats de zone et du monde.
| Rang                                 | 1er | 2e | 3e | 5e à 8e | 9e à 16e | 17e à 32e | 33e à 64e | 65e à 96e | 97e à 128e | 129e à 256e |
| ------------------------------------ | --- | -- | -- | ------- | -------- | --------- | --------- | --------- | ---------- | ----------- |
| Championnats du monde                | 80  | 65 | 50 | 35      | 20       | 10        | 5         | 2,5       | 1,25       | 0,625       |
| Championnats continentaux Grand Prix | 48  | 39 | 30 | 21      | 12       | 6         | 3         | 1,5       | 0,75       | 0,375       |
| Coupe du monde                       | 32  | 26 | 20 | 14      | 8        | 4         | 2         | 1         | 0,5        | 0,25        |
| Satellite                            | 4   | 3  | 2  | 1       | 0        | 0         | 0         | 0         | 0          | 0           |

### Par équipes
Le partage des points est le même pour toutes les compétitions par équipes, sauf pour les championnats du monde qui rapportent le double.
Pour calculer le classement d'une équipe, seuls comptent les quatre meilleurs résultats des cinq épreuves de coupe du monde et les résultats des championnats de zone et du monde.
| Rang                                     | 1er | 2e  | 3e | 4e | 5e | 6e | 7e | 8e | 9e | 10e | 11e | 12e | 13e | 14e | 15e | 16e | 17e à 32e |
| ---------------------------------------- | --- | --- | -- | -- | -- | -- | -- | -- | -- | --- | --- | --- | --- | --- | --- | --- | --------- |
| Championnats du monde                    | 128 | 104 | 80 | 72 | 64 | 60 | 56 | 52 | 50 | 48  | 46  | 44  | 42  | 40  | 38  | 36  | 16        |
| Championnats continentaux Coupe du monde | 64  | 52  | 40 | 36 | 32 | 30 | 28 | 26 | 25 | 24  | 23  | 22  | 21  | 20  | 19  | 18  | 8         |

## Faits notoires

### Hors-compétition

#### Changements dans le calendrier
Peu de modifications sont à dénombrer dans le calendrier par rapport à l'année précédente en termes de pays visités. Dans le calendrier masculin, le Jockey Club Argentino de Buenos Aires reprend sa place dans le calendrier au détriment du trophée Carroccio de Legnano. Chez les dames, les tournois tenus l'an passé dans les villes de Katowice et Baltimore sont prévues dans les mêmes pays, mais dans deux villes différentes, à Gdańsk (l'étape habituelle du tournoi de fleuret de Pologne) et Salt Lake City. 
Les principales modifications se situent dans les dates, avec le début du grand circuit de la coupe du monde repoussé à la deuxième semaine de novembre. Ce retard provoque un certain nombre de chevauchements entre deux épreuves. Paradoxalement, tout le mois de décembre se déroule sans compétition, créant un intervalle de plus d'un à deux mois entre les épreuves, suivant les armes, au désarroi des représentants des tireurs. L'autre changement se situe dans le regroupement des épreuves mineures, les tournois satellite, en début de saison, entre septembre et octobre. Le nombre de ces épreuves et leur répartition entre hommes et femmes est en progression, avec 20 épreuves respectivement pour les femmes et pour les hommes.
Cette saison marque le début de la période de qualification pour les Jeux olympiques d'été de 2020 à Tokyo. La période qualificative débutera en fin de saison, à partir du 3 avril pour se conclure le 4 avril de l'année suivante.

#### Suspension de la fédération géorgienne
A compter du mois d'août, la fédération géorgienne d'escrime a été sanctionnée d'une suspension provisoire par la Fédération internationale pour « violation des statuts »,, ainsi que d'une amende. La Fédération géorgienne pourra être réintégrée dès le 31 décembre 2018, si l'amende a été payée. Pour les escrimeurs géorgiens, cette suspension ne se traduit pas par des sanctions sportives : ils sont autorisés à prendre part à toutes les compétitions de la FIE, mais sous le drapeau de celle-ci et non sous drapeau géorgien. Dans le même temps, la fédération du Koweït est réintégrée, permettant à ses escrimeurs de prendre part aux compétitions sous leurs couleurs nationales.

#### Modification des règles de non-combativité
Le 19 décembre, le congrès de la FIE réuni à Paris valide une proposition de modification des règles de non-combativité dont la réforme majeure remontait à 2010. La non-combativité, définie par une période d'environ une minute sans touche, valable ou non-valable, n'était plus sanctionnée de cartons mais occasionnait le passage sans transition à la période de trois minutes suivante, ou bien, si la non-combativité survenait durant la dernière période, à une dernière minute avec tirage au sort du vainqueur en cas d'égalité. Ce mécanisme chronométrique était originellement destiné à rendre plus attractifs et plus rythmés les matchs d'escrime, en particulier d'épée, mais obtenait parfois l'effet inverse : certaines rencontres par équipes, hachées par plusieurs relais non-disputés et s'achevant sur un score bas, laissaient dans les médias une image négative, comme par exemple la finale féminine des championnats du monde 2018 par équipes à l'épée entre les États-Unis et la Corée du Sud, conclue sur le score de 18-17.
Les nouvelles règles réinstaurent des sanctions en cas de non-combativité, tout en abandonnant le principe de transition à la période suivante. Le dispositif crée les cartons «P», infligés uniquement en cas de non-combativité et non-cumulables avec les cartons ordinaires, dispensés pour les autres fautes prévues au règlement. Les sanctions s'échelonnent de la façon suivante : carton jaune «P» à la 1re infraction, carton rouge «P» aux 2e et 3e infractions et carton noir «P» à la 4e infraction. Les sanctions sont les mêmes que les cartons ordinaires (simple avertissement pour le carton jaune, touche de pénalité pour le carton rouge) exception faite du carton noir «P», qui sanctionne le tireur fautif d'une élimination de la compétition mais non-assortie d'une suspension de toute compétition de deux mois. En cas de non-combativité, la sanction diffère selon le score : si les deux tireurs ou équipes sont à égalité, ils sont tous deux sanctionnés et si les scores diffèrent, c'est le tireur ou l'équipe qui est derrière au score seul qui est sanctionné. 

### Déroulement de la saison

#### Le retour gagnant de Di Francisca

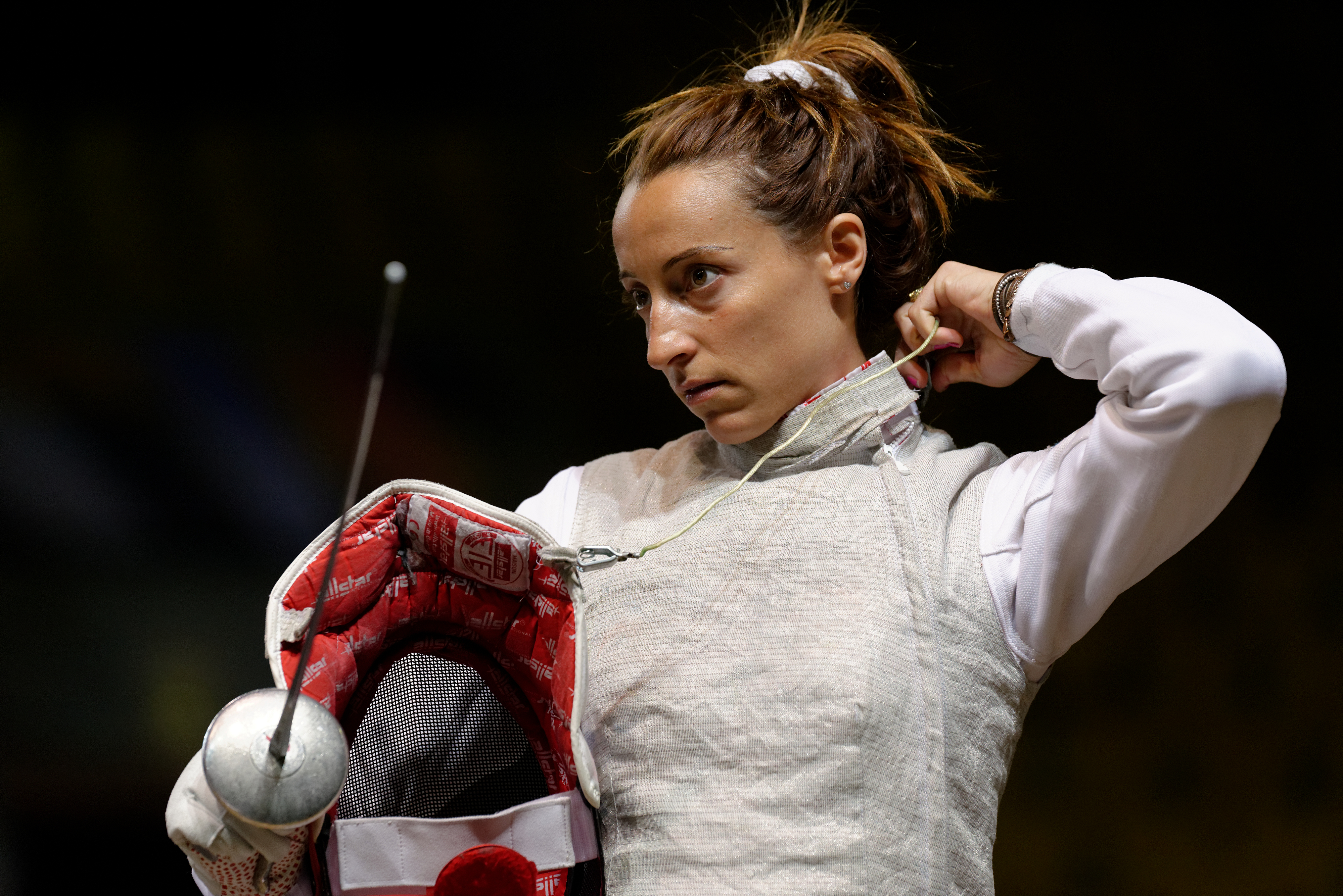
La fleurettiste Elisa Di Francisca en 2014

Cette saison marque le retour à la compétition de la championne olympique de fleuret aux Jeux de Londres 2012, Elisa Di Francisca, absente du circuit depuis les Jeux de 2016 où elle avait pris la médaille d'argent derrière la nouvelle reine du fleuret féminin, Inna Deriglazova. Di Francisca s'était retirée du circuit pour donner naissance à son premier enfant et revient cette année avec pour objectif principal la qualification pour les Jeux olympiques de Tokyo. À Alger, pour son premier tournoi en plus de deux ans, elle bénéficie d'une partie de tableau dégagée de ses principales concurrentes, toutes éliminées prématurément, parmi lesquelles les plus redoutables étaient Alice Volpi (no 2), Inès Boubakri (no 3), Ysaora Thibus (no 6), Eleanor Harvey (no 7), Camilla Mancini (no 10) et Nicole Ross (no 11). Elle s'impose donc sans affronter de membre du top 16, mais après des victoires contre Larisa Korobeynikova, Martina Batini et la jeune japonaise de 19 ans Sera Azuma en finale. Pour son retour à la compétition, Di Francisca est venue accompagnée d'un jeune supporter, son fils Ettore, né en juillet 2017. Batini, elle aussi jeune mère de famille, monte également sur le podium, à la troisième place.

#### Kim Jung-hwan se retire

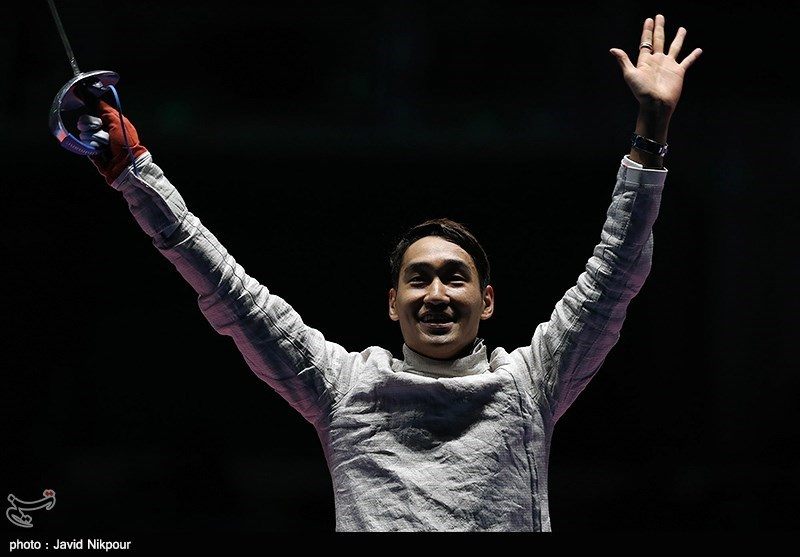
Kim Jung-hwan en 2016, après sa victoire pour la médaille de bronze olympique

Le champion du monde en titre du sabre masculin, le Sud-Coréen Kim Jung-hwan, annonce en début de saison sa retraite sportive. Kim, 36 ans, avait aussi été médaillé d'or olympiques par équipes aux Jeux de Londres en 2012 et de bronze individuel à Rio de Janeiro, quatre ans plus tard. Il avait aussi été plusieurs fois champion du monde par équipes et triple champion d'Asie. La nouvelle de ce départ inopiné est une surprise car malgré les années, Kim demeurait solidement en haut du classement mondial (il s'y classe troisième lors de cette annonce) et membre de la redoutable équipe nationale de Corée du Sud, gagnante de quatre coupes du monde et du titre mondial l'an passé, malgré la concurrence et la montée en puissance des jeunes sabreurs coréens. Après treize années dans l'équipe nationale, Kim part en beauté sur deux titres mondiaux et un titre par équipes aux Jeux asiatiques.

#### La révélation Jessica Zi Jia Guo
Parmi les tireurs qui se révèlent cette année sur le circuit de la coupe du monde, la plus surprenante de tous est probablement la jeune Canadienne Jessica Zi Jia Guo, née en 2005 et donc âgée de seulement 13 ans, qui fait cette année ses débuts sur le circuit senior. À Alger et Katowice, Guo s'était extraite des éliminatoires et avait passé le premier tour du tableau final en éliminant Hanna Łyczbińska et Sumire Tsuji. Dès sa troisième épreuve, au Challenge international de Saint-Maur, elle se qualifie pour le tableau final et passe trois tours, atteignant pour la première fois les quarts de finale d'un tournoi de cette importance, éliminant au deuxième tour la no 3 mondiale Lee Kiefer avant d'être finalement stoppée par Ysaora Thibus (15-7). Guo pourrait devenir, en poursuivant sur cette lancée, la plus jeune participante aux Jeux olympiques de 2020 à Tokyo.

#### Sada Jacobson, dix ans après
L'épreuve de coupe du monde de sabre féminin de Salt Lake City voit le retour d'une autre championne, Sada Jacobson (mariée depuis, elle tire sous le nom de Sada Bâby), âgée de 35 ans. Un retour exceptionnel pour l'Américaine qui avait mis fin sa carrière en 2008, au terme des Jeux olympiques de Pékin, soit plus de dix ans auparavant. Ce retour à la compétition internationale ne devrait cependant pas être suivie d'une tentative de qualification olympique, selon Sada Bâby elle-même : « Je sens que j'ai eu mon moment [...] J'ai fait ce que j'ai voulu en terme [sic] d'athlète de haut niveau et maintenant mon but est de prendre du plaisir à simplement faire partie de ce sport. ». Prolongé ou non, son retour s'est soldé par une qualification pour le tableau final de 64, où elle a été éliminée au premier tour par la future vainqueur du tournoi, Cécilia Berder.

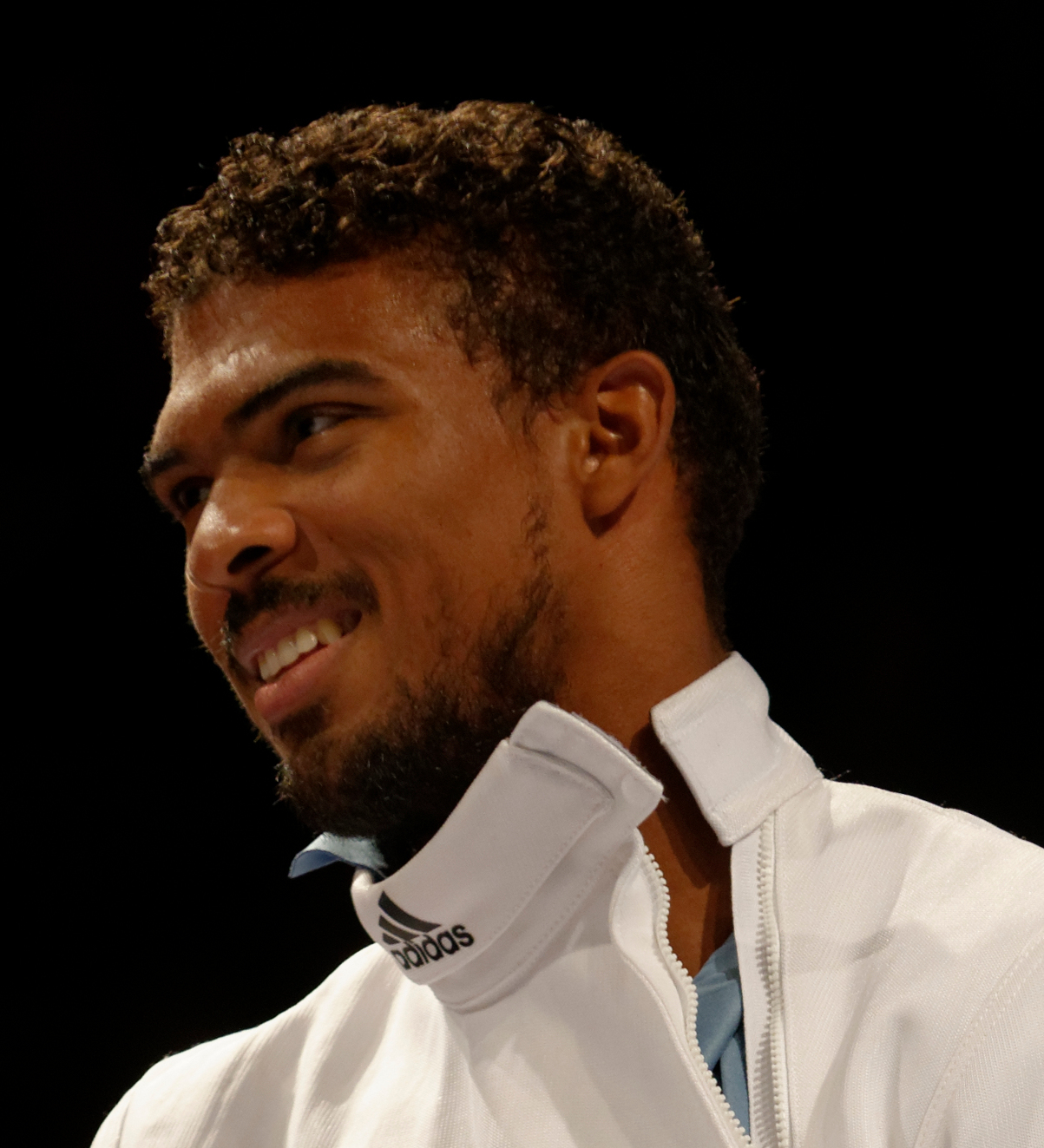
Yannick Borel remporte son quatrième titre d'affilée.

#### Quatrième succès consécutif pour Yannick Borel
Au cours d'un week-end fructueux pour l'équipe de France, avec les succès de Cécilia Berder et de l'équipe de France de sabre dames à Salt Lake City et des fleurettistes dames au Challenge international de Saint-Maur, par équipes, le no 1 mondial de l'épée messieurs Yannick Borel signe un retour gagnant en remportant le Grand Prix de Doha. Éloigné des pistes après une opération au poignet, en août 2018, le Français avait manqué les deux premières épreuves de la coupe du monde de la saison. Dans un style typiquement offensif, Borel conclut sa compétition en dominant largement l'Espagnol Yulen Pereira (15-4). Outre son retour gagnant, ce succès est le quatrième en autant de tournois, après avoir arraché la Coupe du monde 2018 pour trois points en remportant les trois derniers tournois de la saison précédente, dans le titre européen et le titre mondial. Fort de ces 24 victoires consécutives en matchs à élimination directe, Borel est invaincu depuis mai 2018. Il fait l'impasse sur la compétition individuelle lors de l'étape de Vancouver mais y fait son retour en par équipes. Sa série de 26 victoires consécutives en matchs à élimination directe se termine au Grand Prix de Budapest contre Kazuyasu Minobe (7-15), futur vainqueur du tournoi.

### Changements de numéros 1 mondiaux
Épée messieurs : En individuel Yannick Borel défend son titre obtenu la saison précédente. En perdant son titre de champion d'Europe, il passe à égalité de points avec Kazuyasu Minobe, qui prend la première place au nombre de victoires cette saison. Par équipes, la Russie devance la Corée du Sud en remportant les trois premières épreuves de la saison.
|             | 2018         | • Berne      | • Heidenheim | • GP Doha    | • Vancouver | • GP Budapest | • Buenos Aires | • GP Cali | • Paris | • Ch. de Zone | • Ch. du Monde |
| Individuel  | Borel        | Borel        | Borel        | Borel        | Borel       | Borel         | Borel          | Borel     | Borel   | Minobe        | Minobe         |
| Par équipes | Corée du Sud | Corée du Sud | Corée du Sud | Corée du Sud | Russie      | Russie        | Russie         | Russie    | Russie  | Russie        | Russie         |

Épée dames : En individuel, Vivian Kong détrône Mara Navarria après le Grand Prix de Budapest. Elle est à son tour remplacée par Ana Maria Popescu après le Grand prix de Cali mais réintègre le haut du classement après sa troisième place à Dubai. Navarria se réinstalle au sommet de la hiérarchie après les championnats d'Europe. Finalement, grâce en partie aux échecs de Navarria (2e tour) et Popescu (3e tour) aux championnats du monde, Kong reprend la premièreplace d'un classement général entièrement asiatique, devant Lin Sheng et Kang Young-mi. Par équipes, les États-Unis, vainqueurs surprise du championnat du monde 2018, restent en tête du classement mondial. 
|             | 2018       | • Tallinn  | • La Havane | • GP Doha  | • Barcelone | • GP Budapest | • Chengdu  | • GP Cali  | • Dubai    | • Ch. de Zone | • Ch. du Monde |
| Individuel  | Navarria   | Navarria   | Navarria    | Navarria   | Navarria    | Kong          | Kong       | Popescu    | Kong       | Navarria      | Kong           |
| Par équipes | États-Unis | États-Unis | États-Unis  | États-Unis | États-Unis  | États-Unis    | États-Unis | États-Unis | États-Unis | États-Unis    | Russie         |

Fleuret messieurs : En individuel, le Britannique Richard Kruse s'empare de la tête du classement en remportant la Coupe du Prince Takamado, troisième des huit épreuves de la saison. Race Imboden le remplace après la quatrième étape en remportant le Grand Prix de Turin. Alessio Foconi, vainqueur de la coupe du monde la saison passée, revient en tête après sa troisième place au Grand Prix d'Anaheim. par équipes, les États-Unis comptent une confortable avance.
|             | 2018       | • Bonn     | • Paris    | • Tokyo    | • GP Turin | • Le Caire | • GP Anaheim | • St-Pétersbourg | • GP Shanghai | • Ch. de Zone | • Ch. du Monde |
| Individuel  | Foconi     | Foconi     | Foconi     | Kruse      | Imboden    | Imboden    | Foconi       | Foconi           | Foconi        | Foconi        | Foconi         |
| Par équipes | États-Unis | États-Unis | États-Unis | États-Unis | États-Unis | États-Unis | États-Unis   | États-Unis       | États-Unis    | États-Unis    | États-Unis     |

Fleuret dames : En individuel, Inna Deriglazova défend sa couronne obtenue lors des deux dernières saisons mais est dépassée par Alice Volpi après le Grand Prix de Shanghai. Par équipes, la France, forte de trois victoires consécutives en début de saison, s'empare de la première place du classement mondial.
|             | 2018        | • Alger     | • Katowice  | • St-Maur   | • GP Turin  | • Le Caire  | • GP Anaheim | • Taub'heim | • GP Shanghai | • Ch. de Zone | • Ch. du Monde |
| Individuel  | Deriglazova | Deriglazova | Deriglazova | Deriglazova | Deriglazova | Deriglazova | Deriglazova  | Deriglazova | Volpi         | Volpi         | Deriglazova    |
| Par équipes | Russie      | Russie      | Russie      | France      | France      | France      | France       | France      | France        | France        | Russie         |

Sabre messieurs : Statu quo en tête du classement, autant en individuel que par équipes. Eli Dershwitz tient la première place en individuel, avant d'être devancé, lors des championnats du monde, par Oh Sang-uk, qui en remportant le titre fait coup double en gagnant la coupe du monde. La Corée du Sud est en tête par équipes.
|             | 2018         | • Alger      | • Varsovie   | • GP Le Caire | • Padoue     | • Budapest   | • GP Séoul   | • Madrid     | • GP Moscou  | • Ch. de Zone | • Ch. du Monde |
| Individuel  | Dershwitz    | Dershwitz    | Dershwitz    | Dershwitz     | Dershwitz    | Dershwitz    | Dershwitz    | Dershwitz    | Dershwitz    | Dershwitz     | Oh             |
| Par équipes | Corée du Sud | Corée du Sud | Corée du Sud | Corée du Sud  | Corée du Sud | Corée du Sud | Corée du Sud | Corée du Sud | Corée du Sud | Corée du Sud  | Corée du Sud   |

Sabre dames : En individuel, Sofia Velikaïa, demi-finaliste du tournoi de Salt Lake City, reprend la tête du classement mondial à Olha Kharlan, éliminée dès le premier tour alors qu'elle défendait les 32 points de sa victoire à Sint-Niklaas l'année passée. L'équipe de France est en tête du classement par équipes.
|             | 2018    | • Orléans | • Salt Lake | • GP Le Caire | • Athènes | • Sint-Niklaas | • GP Séoul | • Tunis  | • GP Moscou | • Ch. de Zone | • Ch. du Monde |
| Individuel  | Kharlan | Kharlan   | Velikaïa    | Velikaïa      | Velikaïa  | Velikaïa       | Velikaïa   | Velikaïa | Velikaïa    | Velikaïa      | Kharlan        |
| Par équipes | France  | France    | France      | France        | France    | France         | France     | France   | France      | France        | France         |

### Premières victoires en carrière
Les tireurs suivants ont inscrit pour la première fois leur nom au palmarès d'un tournoi de coupe du monde ou d'un Grand Prix au cours de la saison :
- Jung Hyo-jung (Corée du Sud), 34 ans, vainqueur du Glaive de Tallinn à l'épée dames, battant Olena Kryvytska et Kong Man Wai en finale[16].
- Ha Han-sol (Corée du Sud), 24 ans, vainqueur du tournoi d'Alger au sabre messieurs, battant Veniamin Reshetnikov, Matyas Szabo, Tiberiu Dolniceanu, Oh Sang-uk et Luigi Samele en finale[17].
- Kong Man Wai (Hong Kong), 24 ans, vainqueur du tournoi de La Havane à l'épée dames, battant Violetta Kolobova et Auriane Mallo en finale[18].
- Alexandre Bardenet (France), 28 ans, vainqueur de la Coupe d'Heidenheim à l'épée messieurs, battant Jacob Hoyle et Davide Di Veroli en finale[19].
- Koki Kanō (Japon), 21 ans, vainqueur du tournoi de Vancouver à l'épée messieurs, battant Dmitriy Aleksanin, Alexandre Bardenet et Enrico Garozzo en finale[20].
- Sofia Pozdniakova (Russie), 21 ans, vainqueur de la Coupe Acropolis au sabre dames, battant Charlotte Lembach, Kim Ji-yeon et Olha Kharlan en finale[21].
- Hélène Ngom (France), 25 ans, vainqueur du tournoi de Chengdu à l'épée dames, battant Renata Knapik-Miazga, Zhu Mingye, Courtney Hurley et Rossella Fiamingo en finale[22].
- Sergey Bida (Russie), 26 ans, vainqueur du Jockey Club Argentino à l'épée messieurs, battant Enrico Garozzo, András Redli et Gabriele Cimini en finale[23].
- Boladé Apithy (France), 33 ans, vainqueur du Sabre de Moscou au sabre messieurs, battant Kamil Ibragimov, Max Hartung et Eli Dershwitz en finale[24].

## Calendrier

### Messieurs
| Légende | Abrégé | Catégorie            |
|         | ChM    | Championnat du monde |
|         | ChZ    | Championnat de zone  |
|         | GP     | Grand Prix           |
|         | CoM    | Coupe du monde       |
|         | Sat.   | Tournoi satellite    |

#### Circuit principal
| Date                                           | Nom et lieu du tournoi                          | Cat. | Arme    | Type    | Vainqueur                                                                               | Finaliste                                                                                     | Troisièmes                                                                                                  |
| ---------------------------------------------- | ----------------------------------------------- | ---- | ------- | ------- | --------------------------------------------------------------------------------------- | --------------------------------------------------------------------------------------------- | --- |
| 09/11/2018                                     | Lion de Bonn, Bonn                              | CoM  | Fleuret | Indiv.  | Richard Kruse                                                                           | Andrea Cassarà                                                                                | Nick Itkin Enzo Lefort                                                                                      |
| 09/11/2018                                     | Lion de Bonn, Bonn                              | CoM  | Fleuret | Par éq. | États-Unis- Miles Chamley-Watson - Race Imboden - Alexander Massialas - Gerek Meinhardt | Italie- Giorgio Avola - Andrea Cassarà - Alessio Foconi - Daniele Garozzo                     | Japon- Kyōsuke Matsuyama - Ryō Miyake - Toshiya Saitō - Kenta Suzumura                                      |
| 16/11/2018                                     | Coupe du monde, Alger                           | CoM  | Sabre   | Indiv.  | Ha Han-sol                                                                              | Luigi Samele                                                                                  | Enrico Berrè Oh Sang-uk                                                                                     |
| 16/11/2018                                     | Coupe du monde, Alger                           | CoM  | Sabre   | Par éq. | Corée du Sud- Gu Bon-gil - Ha Han-sol - Kim Jun-ho - Oh Sang-uk                         | Russie- Dmitriy Danilenko - Kamil Ibragimov - Konstantin Lokhanov - Veniamin Reshetnikov      | Allemagne- Max Hartung - Richard Hübers - Matyas Szabo - Benedikt Wagner                                    |
| 23/11/2018                                     | Grand Prix de Berne, Berne                      | CoM  | Épée    | Indiv.  | Kazuyasu Minobe                                                                         | Bas Verwijlen                                                                                 | Dmitriy Aleksanin Federico Vismara                                                                          |
| 23/11/2018                                     | Grand Prix de Berne, Berne                      | CoM  | Épée    | Par éq. | Russie- Sergey Bida - Nikita Glazkov - Sergey Khodos - Pavel Sukhov                     | Italie- Gabriele Cimini - Marco Fichera - Paolo Pizzo - Federico Vismara                      | Corée du Sud- Kim Myeong-ki - Kweon Young-jun - Na Jong-kwan - Park Sang-young                              |
| 10/01/2019                                     | Coupe d'Heidenheim, Heidenheim an der Brenz     | CoM  | Épée    | Indiv.  | Alexandre Bardenet                                                                      | Davide Di Veroli                                                                              | Georgiy Bruev Koki Kanō                                                                                     |
| 10/01/2019                                     | Coupe d'Heidenheim, Heidenheim an der Brenz     | CoM  | Épée    | Par éq. | Russie- Sergey Bida - Nikita Glazkov - Sergey Khodos - Pavel Sukhov                     | Hongrie- Zsombor Bányai - Daniel Berta - Dávid Nagy - András Redli                            | Italie- Gabriele Cimini - Valerio Cuomo - Marco Fichera - Andrea Santarelli                                 |
| 11/01/2019                                     | Challenge international de Paris, Paris         | CoM  | Fleuret | Indiv.  | Alessio Foconi                                                                          | Gerek Meinhardt                                                                               | Giorgio Avola Race Imboden                                                                                  |
| 11/01/2019                                     | Challenge international de Paris, Paris         | CoM  | Fleuret | Par éq. | Russie- Timur Arslanov - Aleksey Cheremisinov - Timur Safin - Dmitry Zherebchenko       | Italie- Giorgio Avola - Andrea Cassarà - Alessio Foconi - Daniele Garozzo                     | États-Unis- Miles Chamley-Watson - Race Imboden - Alexander Massialas - Gerek Meinhardt                     |
| 25/01/2019                                     | Grand Prix du Qatar, Doha                       | GP   | Épée    | Indiv.  | Yannick Borel                                                                           | Yulen Pereira                                                                                 | Jacob Hoyle Bohdan Nikishyn                                                                                 |
| 25/01/2019                                     | Coupe du Prince Takamado, Tokyo                 | CoM  | Fleuret | Indiv.  | Richard Kruse                                                                           | Race Imboden                                                                                  | Alessio Foconi Daniele Garozzo                                                                              |
| 25/01/2019                                     | Coupe du Prince Takamado, Tokyo                 | CoM  | Fleuret | Par éq. | Italie- Giorgio Avola - Andrea Cassarà - Alessio Foconi - Daniele Garozzo               | États-Unis- Miles Chamley-Watson - Race Imboden - Alexander Massialas - Gerek Meinhardt       | Corée du Sud- Heo Jun - Kwon Young-ho - Lee Kwang-hyun - Son Young-ki                                       |
| 01/02/2019                                     | Sabre de Wołodyjowski, Varsovie                 | CoM  | Sabre   | Indiv.  | Eli Dershwitz                                                                           | Luca Curatoli                                                                                 | Max Hartung Oh Sang-uk                                                                                      |
| 01/02/2019                                     | Sabre de Wołodyjowski, Varsovie                 | CoM  | Sabre   | Par éq. | Italie- Enrico Berrè - Luca Curatoli - Aldo Montano - Luigi Samele                      | France- Vincent Anstett - Boladé Apithy - Maxence Lambert - Tom Seitz                         | Russie- Dmitriy Danilenko - Kamil Ibragimov - Konstantin Lokhanov - Veniamin Reshetnikov                    |
| 08/02/2019                                     | Trophée INALPI, Turin                           | GP   | Fleuret | Indiv.  | Race Imboden                                                                            | Cheung Ka Long                                                                                | Alessio Foconi Gerek Meinhardt                                                                              |
| 08/02/2019                                     | Coupe Péter Bakonyi, Vancouver                  | CoM  | Épée    | Indiv.  | Koki Kanō                                                                               | Enrico Garozzo                                                                                | Alexandre Bardenet Jacob Hoyle                                                                              |
| 08/02/2019                                     | Coupe Péter Bakonyi, Vancouver                  | CoM  | Épée    | Par éq. | Russie- Vadim Anokhin - Georgiy Bruev - Nikita Glazkov - Sergey Khodos                  | Israël- Grigori Beskin - Yuval Shalom Freilich - Ido Harper - Daniel Lis                      | France- Alexandre Bardenet - Yannick Borel - Alex Fava - Ronan Gustin                                       |
| 22/02/2019                                     | Grand Prix, Le Caire                            | GP   | Sabre   | Indiv.  | Oh Sang-uk                                                                              | Áron Szilágyi                                                                                 | Sandro Bazadze Kim Jun-ho                                                                                   |
| 01/03/2019                                     | Challenge des pharaons, Le Caire                | CoM  | Fleuret | Indiv.  | Daniele Garozzo                                                                         | Erwann Le Péchoux                                                                             | Giorgio Avola Alexander Massialas                                                                           |
| 01/03/2019                                     | Challenge des pharaons, Le Caire                | CoM  | Fleuret | Par éq. | États-Unis- Race Imboden - Nick Itkin - Alexander Massialas - Gerek Meinhardt           | France- Jérémy Cadot - Enzo Lefort - Erwann Le Péchoux - Maxime Pauty                         | Italie- Giorgio Avola - Andrea Cassarà - Alessio Foconi - Daniele Garozzo                                   |
| 08/03/2019                                     | Grand Prix, Budapest                            | GP   | Épée    | Indiv.  | Kazuyasu Minobe                                                                         | Andrea Santarelli                                                                             | Tibor Andrásfi Max Heinzer                                                                                  |
| 08/03/2019                                     | Trophée Luxardo, Padoue                         | CoM  | Sabre   | Indiv.  | Luca Curatoli                                                                           | Aldo Montano                                                                                  | Max Hartung Benedikt Wagner                                                                                 |
| 08/03/2019                                     | Trophée Luxardo, Padoue                         | CoM  | Sabre   | Par éq. | Corée du Sud- Gu Bon-gil - Ha Han-sol - Kim Jun-ho - Oh Sang-uk                         | Iran- Mojtaba Abedini - Mohammad Fotouhi - Ali Pakdaman - Mohammad Rahbari                    | Italie- Enrico Berrè - Dario Cavaliere - Luca Curatoli - Luigi Samele                                       |
| 15/03/2019                                     | Grand Prix, Anaheim                             | GP   | Fleuret | Indiv.  | Julien Mertine                                                                          | Tommaso Marini                                                                                | Cheung Ka Long Alessio Foconi                                                                               |
| 22/03/2019                                     | Jockey Club Argentino, Buenos Aires             | CoM  | Épée    | Indiv.  | Sergey Bida                                                                             | Gabriele Cimini                                                                               | Curtis McDowald András Redli                                                                                |
| 22/03/2019                                     | Jockey Club Argentino, Buenos Aires             | CoM  | Épée    | Par éq. | Japon- Koki Kanō - Kazuyasu Minobe - Satoru Uyama - Masaru Yamada                       | Suisse- Max Heinzer - Lucas Malcotti - Michele Niggeler - Benjamin Steffen                    | Russie- Sergey Bida - Nikita Glazkov - Sergey Khodos - Pavel Sukhov                                         |
| 22/03/2019                                     | Coupe du monde, Budapest                        | CoM  | Sabre   | Indiv.  | Max Hartung                                                                             | Oh Sang-uk                                                                                    | Mojtaba Abedini Tiberiu Dolniceanu                                                                          |
| 22/03/2019                                     | Coupe du monde, Budapest                        | CoM  | Sabre   | Par éq. | Corée du Sud- Gu Bon-gil - Kim Jun-ho - Kim Kye-hwan - Oh Sang-uk                       | Hongrie- Tamás Decsi - Csanád Gémesi - András Szatmári - Áron Szilágyi                        | Italie- Enrico Berrè - Dario Cavaliere - Luca Curatoli - Luigi Samele                                       |
| Début de la période de qualification olympique |                                                 |      |         |         |                                                                                         |                                                                                               | |
| 26/04/2019                                     | Grand Prix, Séoul                               | GP   | Sabre   | Indiv.  | Oh Sang-uk                                                                              | Áron Szilágyi                                                                                 | Max Hartung Kim Jung-hwan                                                                                   |
| 03/05/2019                                     | Grand Prix, Cali                                | GP   | Épée    | Indiv.  | Kazuyasu Minobe                                                                         | Radosław Zawrotniak                                                                           | Marco Fichera Tristan Tulen                                                                                 |
| 03/05/2019                                     | Fleuret de Saint-Pétersbourg, Saint-Pétersbourg | CoM  | Fleuret | Indiv.  | Andrea Cassarà                                                                          | Alessio Foconi                                                                                | Benjamin Kleibrink Erwann Le Péchoux                                                                        |
| 03/05/2019                                     | Fleuret de Saint-Pétersbourg, Saint-Pétersbourg | CoM  | Fleuret | Par éq. | États-Unis- Miles Chamley-Watson - Race Imboden - Alexander Massialas - Gerek Meinhardt | Hong Kong- Cheung Ka Long - Cheung Siu Lun - Choi Chun Yin - Yeung Chi Ka                     | Corée du Sud- Heo Jun - Kim Dong-su - Lee Kwang-hyun - Son Young-ki                                         |
| 10/05/2019                                     | Ville de Madrid, Madrid                         | CoM  | Sabre   | Indiv.  | Max Hartung                                                                             | Áron Szilágyi                                                                                 | Kim Jun-ho Oh Sang-uk                                                                                       |
| 10/05/2019                                     | Ville de Madrid, Madrid                         | CoM  | Sabre   | Par éq. | Italie- Enrico Berrè - Luca Curatoli - Aldo Montano - Luigi Samele                      | Russie- Dmitriy Danilenko - Kamil Ibragimov - Konstantin Lokhanov - Veniamin Reshetnikov      | Corée du Sud- Gu Bon-gil - Jung Jae-seung - Kim Jun-ho - Oh Sang-uk                                         |
| 17/05/2019                                     | Grand Prix, Shanghai                            | GP   | Fleuret | Indiv.  | Alessio Foconi                                                                          | Nick Itkin                                                                                    | Choi Chun Yin Timur Safin                                                                                   |
| 17/05/2019                                     | Challenge Monal, Paris                          | CoM  | Épée    | Indiv.  | Park Sang-young                                                                         | Nikita Glazkov                                                                                | Mate Koch Gergely Siklósi                                                                                   |
| 17/05/2019                                     | Challenge Monal, Paris                          | CoM  | Épée    | Par éq. | Suisse- Max Heinzer - Lucas Malcotti - Michele Niggeler - Benjamin Steffen              | France- Alexandre Bardenet - Yannick Borel - Romain Cannone - Ronan Gustin                    | Italie- Gabriele Cimini - Marco Fichera - Enrico Garozzo - Andrea Santarelli                                |
| 24/05/2019                                     | Sabre de Moscou, Moscou                         | GP   | Sabre   | Indiv.  | Boladé Apithy                                                                           | Eli Dershwitz                                                                                 | Luca Curatoli Max Hartung                                                                                   |
| 13/06/2019                                     | Championnats d'Asie, Tokyo                      | ChZ  | Épée    | Indiv.  | Masaru Yamada                                                                           | Satoru Uyama                                                                                  | Ruslan Kurbanov Nguyễn Tiến Nhật                                                                            |
| 13/06/2019                                     | Championnats d'Asie, Tokyo                      | ChZ  | Épée    | Par éq. | Chine- Dong Chao - Lan Minghao - Shi Gaofeng - Wang Zijie                               | Corée du Sud- An Sung-ho - Kweon Young-jun - Na Jong-kwan - Park Sang-young                   | Japon- Koki Kanō - Kazuyasu Minobe - Satoru Uyama - Masaru Yamada                                           |
| 13/06/2019                                     | Championnats d'Asie, Tokyo                      | ChZ  | Fleuret | Indiv.  | Takahiro Shikine                                                                        | Cheung Ka Long                                                                                | Chen Haiwei Toshiya Saitō                                                                                   |
| 13/06/2019                                     | Championnats d'Asie, Tokyo                      | ChZ  | Fleuret | Par éq. | Japon- Kyōsuke Matsuyama - Ryō Miyake - Takahiro Shikine - Kenta Suzumura               | Chine- Chen Haiwei - Huang Mengkai - Ma Jianfei - Wu Bin                                      | Hong Kong- Cheung Ka Long - Cheung Siu Lun - Choi Chun Yin - Yeung Chi Ka                                   |
| 13/06/2019                                     | Championnats d'Asie, Tokyo                      | ChZ  | Sabre   | Indiv.  | Oh Sang-uk                                                                              | Wang Shi                                                                                      | Mojtaba Abedini Ha Han-sol                                                                                  |
| 13/06/2019                                     | Championnats d'Asie, Tokyo                      | ChZ  | Sabre   | Par éq. | Corée du Sud- Gu Bon-gil - Ha Han-sol - Kim Jun-ho - Oh Sang-uk                         | Iran- Mojtaba Abedini - Mohammad Fotouhi - Ali Pakdaman - Mohammad Rahbari                    | Japon- Tomohiro Shimamura - Kaito Streets - Kenta Tokunan - Kento Yoshida                                   |
| 17/06/2019                                     | Championnats d'Europe, Düsseldorf               | ChZ  | Épée    | Indiv.  | Yuval Freilich                                                                          | Andrea Santarelli                                                                             | Jiří Beran Enrico Garozzo                                                                                   |
| 17/06/2019                                     | Championnats d'Europe, Düsseldorf               | ChZ  | Épée    | Par éq. | Russie- Sergey Bida - Nikita Glazkov - Sergey Khodos - Pavel Sukhov                     | Danemark- Patrick Jørgensen - Kenneth Knudsen - Frederik von der Osten - Trøls Christian Robl | Hongrie- Dániel Berta - Máté Koch - András Rédli - Gergely Siklósi                                          |
| 17/06/2019                                     | Championnats d'Europe, Düsseldorf               | ChZ  | Fleuret | Indiv.  | Alessio Foconi                                                                          | Daniele Garozzo                                                                               | Aleksey Cheremisinov Enzo Lefort                                                                            |
| 17/06/2019                                     | Championnats d'Europe, Düsseldorf               | ChZ  | Fleuret | Par éq. | France- Enzo Lefort - Erwann Le Péchoux - Julien Mertine - Maxime Pauty                 | Allemagne- Peter Joppich - Benjamin Kleibrink - Luis Klein - André Sanità                     | Italie- Giorgio Avola - Andrea Cassarà - Alessio Foconi - Daniele Garozzo                                   |
| 17/06/2019                                     | Championnats d'Europe, Düsseldorf               | ChZ  | Sabre   | Indiv.  | Veniamin Reshetnikov                                                                    | Kamil Ibragimov                                                                               | Sandro Bazadze Max Hartung                                                                                  |
| 17/06/2019                                     | Championnats d'Europe, Düsseldorf               | ChZ  | Sabre   | Par éq. | Allemagne- Max Hartung - Björn Hübner-Fehrer - Matyas Szabo - Benedikt Wagner           | Hongrie- Tamás Decsi - Csanád Gémesi - András Szatmári - Áron Szilágyi                        | Italie- Enrico Berrè - Luca Curatoli - Aldo Montano - Luigi Samele                                          |
| 24/06/2019                                     | Championnats d'Afrique, Bamako                  | ChZ  | Épée    | Indiv.  | Houssam El Kord                                                                         | Ahmed El Saghir                                                                               | Ahmed El Sayed Mahmoud Mohsen                                                                               |
| 24/06/2019                                     | Championnats d'Afrique, Bamako                  | ChZ  | Épée    | Par éq. | Maroc- Abdelkarim El Haouari - Houssam El Kord - Omar Nahi - Aissam Rami                | Sénégal- Alexandre Bouzaid - Bi Boukalo Gandon - Bourama Keba Sagnan - Seckou Tounkara        | Égypte- Ahmed El Saghir - Ahmed El Sayed - Mohamed El-Sayed - Mahmoud Mohsen                                |
| 24/06/2019                                     | Championnats d'Afrique, Bamako                  | ChZ  | Fleuret | Indiv.  | Alaaeldin Abouelkassem                                                                  | Mohamed Hamza                                                                                 | Mohamed Ayoub Ferjani Mohamed Samandi                                                                       |
| 24/06/2019                                     | Championnats d'Afrique, Bamako                  | ChZ  | Fleuret | Par éq. | Égypte- Alaaeldin Abouelkassem - Mohamed Essam - Mohamed Hamza - Mohamed Hassan         | Tunisie- Mohamed Ayoub Ferjani - Mohamed Aziz Kchouk - Mohamed Aziz Metoui - Mohamed Samandi  | Algérie- Maxime Ichem Cade - Salim Heroui - Yanis Baptiste Mabed - Youcef Madi                              |
| 24/06/2019                                     | Championnats d'Afrique, Bamako                  | ChZ  | Sabre   | Indiv.  | Mohamed Amer                                                                            | Farès Ferjani                                                                                 | Ahmed Ferjani Mohab Samer                                                                                   |
| 24/06/2019                                     | Championnats d'Afrique, Bamako                  | ChZ  | Sabre   | Par éq. | Égypte- Mohamed Amer - Ziad El Sissy - Medhat Moataz - Mohab Samer                      | Tunisie- Ahmed Ferjani - Farès Ferjani - Mohamed Ayoub Ferjani - Hichem Samandi               | Algérie- Lokman Benmarouf - Akram Bounabi - Maxime Ichem Cade - Hamza Adel Kasdi                            |
| 27/06/2019                                     | Championnats panaméricains, Toronto             | ChZ  | Épée    | Indiv.  | Rubén Limardo                                                                           | Jesús Limardo                                                                                 | Yunior Reytor Venet José Felix Domínguez                                                                    |
| 27/06/2019                                     | Championnats panaméricains, Toronto             | ChZ  | Épée    | Par éq. | Cuba- Reynier Henríquez Ortiz - Luís Enrique Patterson - Yunior Reytor Venet            | États-Unis- Jacob Hoyle - James Kaull - Curtis McDowald - Adam Rodney                         | Argentine- José Felix Domínguez - Agustín Adolfo Gusman - Jesús Andrés Lugones Ruggeri - Alessandro Taccani |
| 27/06/2019                                     | Championnats panaméricains, Toronto             | ChZ  | Fleuret | Indiv.  | Race Imboden                                                                            | Guilherme Toldo                                                                               | Gerek Meinhardt Alexander Massialas                                                                         |
| 27/06/2019                                     | Championnats panaméricains, Toronto             | ChZ  | Fleuret | Par éq. | États-Unis- Race Imboden - Nick Itkin - Alexander Massialas - Gerek Meinhardt           | Canada- Blake Brozsus - Alex Cai - Eli Schenkel - Maximilien Van Haaster                      | Brésil- Julien Baneux - Henrique Marques - Heitor Shimbo - Guilherme Toldo                                  |
| 27/06/2019                                     | Championnats panaméricains, Toronto             | ChZ  | Sabre   | Indiv.  | Eli Dershwitz                                                                           | Daryl Homer                                                                                   | Pascual María Di Tella Joseph Polossifakis                                                                  |
| 27/06/2019                                     | Championnats panaméricains, Toronto             | ChZ  | Sabre   | Par éq. | États-Unis- Eli Dershwitz - Daryl Homer - Jeff Spear - Khalil Thompson                  | Canada- Farès Arfa - Marc Gélinas - Shaul Gordon - Joseph Polossifakis                        | Argentine- Pascual María Di Tella - Martín Exequiel Lora Grundwalt - Stefano Iván Lucchetti - Pablo Trochez |
| 14/07/2019                                     | Championnats du monde, Budapest                 | ChM  | Épée    | Indiv.  | Gergely Siklósi                                                                         | Sergey Bida                                                                                   | Ihor Reizlin Andrea Santarelli                                                                              |
| 14/07/2019                                     | Championnats du monde, Budapest                 | ChM  | Épée    | Par éq. | France- Alexandre Bardenet - Yannick Borel - Ronan Gustin - Daniel Jérent               | Ukraine- Anatoliy Herey - Bohdan Nikishyn - Ihor Reizlin - Roman Svichkar                     | Suisse- Max Heinzer - Lucas Malcotti - Michele Niggeler - Benjamin Steffen                                  |
| 14/07/2019                                     | Championnats du monde, Budapest                 | ChM  | Fleuret | Indiv.  | Enzo Lefort                                                                             | Marcus Mepstead                                                                               | Dmitry Zherebchenko Son Young-ki                                                                            |
| 14/07/2019                                     | Championnats du monde, Budapest                 | ChM  | Fleuret | Par éq. | États-Unis- Race Imboden - Miles Chamley-Watson - Alexander Massialas - Gerek Meinhardt | France- Enzo Lefort - Erwann Le Péchoux - Julien Mertine - Maxime Pauty                       | Italie- Giorgio Avola - Andrea Cassarà - Alessio Foconi - Daniele Garozzo                                   |
| 14/07/2019                                     | Championnats du monde, Budapest                 | ChM  | Sabre   | Indiv.  | Oh Sang-uk                                                                              | András Szatmári                                                                               | Mojtaba Abedini Luca Curatoli                                                                               |
| 14/07/2019                                     | Championnats du monde, Budapest                 | ChM  | Sabre   | Par éq. | Corée du Sud- Ha Han-sol - Gu Bon-gil - Kim Jun-ho - Oh Sang-uk                         | Hongrie- András Szatmári - Tamás Decsi - Csanád Gémesi - Áron Szilágyi                        | Italie- Enrico Berrè - Luca Curatoli - Aldo Montano - Luigi Samele                                          |

### Dames
| Légende | Abrégé | Catégorie            |
|         | ChM    | Championnat du monde |
|         | ChZ    | Championnat de zone  |
|         | GP     | Grand Prix           |
|         | CoM    | Coupe du monde       |
|         | Sat.   | Tournoi satellite    |

#### Circuit principal
| Date                                           | Nom et lieu du tournoi                                       | Cat. | Arme    | Type    | Vainqueur                                                                                     | Finaliste                                                                                  | Troisièmes                                                                                 |
| ---------------------------------------------- | ------------------------------------------------------------ | ---- | ------- | ------- | --------------------------------------------------------------------------------------------- | ------------------------------------------------------------------------------------------ | ------------------------------------------------------------------------------------------ |
| 09/11/2018                                     | Glaive de Tallinn, Tallinn                                   | CoM  | Épée    | Indiv.  | Jung Hyo-jung                                                                                 | Vivian Kong                                                                                | Alberta Santuccio Sun Yiwen                                                                |
| 09/11/2018                                     | Glaive de Tallinn, Tallinn                                   | CoM  | Épée    | Par éq. | Russie- Tatyana Andryushina - Violetta Khrapina - Violetta Kolobova - Diana Martinyuk         | France- Marie-Florence Candassamy - Laurence Épée - Auriane Mallo - Coraline Vitalis       | États-Unis- Katharine Holmes - Courtney Hurley - Catherine Nixon                           |
| 09/11/2018                                     | Trophée BNP Paribas, Orléans                                 | CoM  | Sabre   | Indiv.  | Anna Márton                                                                                   | Araceli Navarro                                                                            | Alina Komachtchouk Caroline Quéroli                                                        |
| 09/11/2018                                     | Trophée BNP Paribas, Orléans                                 | CoM  | Sabre   | Par éq. | France- Cécilia Berder - Manon Brunet - Charlotte Lembach - Caroline Quéroli                  | Russie- Alina Mikhailova - Sofia Pozdniakova - Svetlana Sheveleva - Sofia Velikaïa         | Italie- Sofia Ciaraglia - Martina Criscio - Rossella Gregorio - Irene Vecchi               |
| 23/11/2018                                     | Coupe du monde, Alger                                        | CoM  | Fleuret | Indiv.  | Elisa Di Francisca                                                                            | Sera Azuma                                                                                 | Martina Batini Inna Deriglazova                                                            |
| 23/11/2018                                     | Coupe du monde, Alger                                        | CoM  | Fleuret | Par éq. | France- Anita Blaze - Solène Butruille - Pauline Ranvier - Ysaora Thibus                      | Russie- Inna Deriglazova - Anastasia Ivanova - Larisa Korobeynikova - Adelina Zagidullina  | Italie- Erica Cipressa - Martina Favaretto - Camilla Mancini - Alice Volpi                 |
| 11/01/2019                                     | Coupe du monde, La Havane                                    | CoM  | Épée    | Indiv.  | Vivian Kong                                                                                   | Auriane Mallo                                                                              | Nicol Foietta Kang Young-mi                                                                |
| 11/01/2019                                     | Coupe du monde, La Havane                                    | CoM  | Épée    | Par éq. | Estonie- Julia Beljajeva - Irina Embrich - Kristina Kuusk - Katrina Lehis                     | Pologne- Renata Knapik-Miazga - Anna Mroszczak - Barbara Rutz - Ewa Trzebińska             | Russie- Tatyana Andryushina - Violetta Khrapina - Violetta Kolobova - Daria Martynyuk      |
| 11/01/2019                                     | Coupe du monde, Katowice                                     | CoM  | Fleuret | Indiv.  | Inna Deriglazova                                                                              | Leonie Ebert                                                                               | Arianna Errigo Lee Kiefer                                                                  |
| 11/01/2019                                     | Coupe du monde, Katowice                                     | CoM  | Fleuret | Par éq. | France- Anita Blaze - Éva Lacheray - Pauline Ranvier - Ysaora Thibus                          | États-Unis- Iman Blow - Jacqueline Dubrovich - Lee Kiefer - Nicole Ross                    | Italie- Erica Cipressa - Arianna Errigo - Camilla Mancini - Alice Volpi                    |
| 25/01/2019                                     | Grand Prix du Qatar, Doha                                    | GP   | Épée    | Indiv.  | Julia Beljajeva                                                                               | Kseniya Pantelyeyeva                                                                       | Jung Hyo-jung Violetta Kolobova                                                            |
| 25/01/2019                                     | Challenge international de Saint-Maur, Saint-Maur des Fossés | CoM  | Fleuret | Indiv.  | Inna Deriglazova                                                                              | Alice Volpi                                                                                | Francesca Palumbo Ysaora Thibus                                                            |
| 25/01/2019                                     | Challenge international de Saint-Maur, Saint-Maur des Fossés | CoM  | Fleuret | Par éq. | France- Anita Blaze - Chloé Jubenot - Pauline Ranvier - Ysaora Thibus                         | Russie- Inna Deriglazova - Larisa Korobeynikova - Svetlana Tripapina - Adelina Zagidullina | Italie- Martina Batini - Elisa Di Francisca - Camilla Mancini - Alice Volpi                |
| 25/01/2019                                     | Coupe du monde, Salt Lake City                               | CoM  | Sabre   | Indiv.  | Cécilia Berder                                                                                | Anna Márton                                                                                | Irene Vecchi Sofia Velikaïa                                                                |
| 25/01/2019                                     | Coupe du monde, Salt Lake City                               | CoM  | Sabre   | Par éq. | France- Cécilia Berder - Manon Brunet - Sarah Noutcha - Margaux Rifkiss                       | Hongrie- Renáta Katona - Luca László - Anna Márton - Liza Pusztai                          | Italie- Martina Criscio - Rossella Gregorio - Loreta Gulotta - Irene Vecchi                |
| 08/02/2019                                     | Trophée INALPI, Turin                                        | GP   | Fleuret | Indiv.  | Alice Volpi                                                                                   | Elisa Di Francisca                                                                         | Anastasia Ivanova Francesca Palumbo                                                        |
| 08/02/2019                                     | Ville de Barcelone, Barcelone                                | CoM  | Épée    | Indiv.  | Vivian Kong                                                                                   | Lee Hye-in                                                                                 | Kristina Kuusk Aleksandra Zamachowska                                                      |
| 08/02/2019                                     | Ville de Barcelone, Barcelone                                | CoM  | Épée    | Par éq. | Pologne- Renata Knapik-Miazga - Magdalena Piekarska - Ewa Trzebińska - Aleksandra Zamachowska | Russie- Violetta Khrapina - Violetta Kolobova - Diana Martinyuk - Lyubov Shutova           | Chine- Hou Guangjuan - Li Sheng - Sun Yiwen - Zhu Mingye                                   |
| 22/02/2019                                     | Grand Prix, Le Caire                                         | GP   | Sabre   | Indiv.  | Sofia Velikaïa                                                                                | Choi Soo-yeon                                                                              | Cécilia Berder Olha Kharlan                                                                |
| 01/03/2019                                     | Coupe du monde, Le Caire                                     | CoM  | Fleuret | Indiv.  | Inna Deriglazova                                                                              | Alice Volpi                                                                                | Lee Kiefer Sumire Tsuji                                                                    |
| 01/03/2019                                     | Coupe du monde, Le Caire                                     | CoM  | Fleuret | Par éq. | Italie- Martina Batini - Elisa Di Francisca - Camilla Mancini - Alice Volpi                   | Russie- Inna Deriglazova - Anastasia Ivanova - Larisa Korobeynikova - Adelina Zagidullina  | France- Anita Blaze - Morgane Patru - Pauline Ranvier - Ysaora Thibus                      |
| 08/03/2019                                     | Grand Prix, Budapest                                         | GP   | Épée    | Indiv.  | Ana Maria Popescu                                                                             | Kang Young-mi                                                                              | Choi In-jeong Coraline Vitalis                                                             |
| 08/03/2019                                     | Coupe Akropolis, Athènes                                     | CoM  | Sabre   | Indiv.  | Sofia Pozdniakova                                                                             | Olha Kharlan                                                                               | Kim Ji-yeon Liza Pusztai                                                                   |
| 08/03/2019                                     | Coupe Akropolis, Athènes                                     | CoM  | Sabre   | Par éq. | France- Cécilia Berder - Manon Brunet - Caroline Quéroli - Margaux Rifkiss                    | Russie- Olga Nikitina - Sofia Pozdniakova - Svetlana Sheveleva - Sofia Velikaïa            | Italie- Martina Criscio - Rossella Gregorio - Loreta Gulotta - Irene Vecchi                |
| 15/03/2019                                     | Grand Prix, Anaheim                                          | GP   | Fleuret | Indiv.  | Inna Deriglazova                                                                              | Alice Volpi                                                                                | Jeon Hee-sook Larisa Korobeynikova                                                         |
| 22/03/2019                                     | Coupe du monde, Chengdu                                      | CoM  | Épée    | Indiv.  | Hélène Ngom                                                                                   | Rossella Fiamingo                                                                          | Courtney Hurley Nathalie Moellhausen                                                       |
| 22/03/2019                                     | Coupe du monde, Chengdu                                      | CoM  | Épée    | Par éq. | Allemagne- Alexandra Ehler - Ricarda Multerer - Alexandra Ndolo - Nadine Stahlberg            | Estonie- Julia Beljajeva - Irina Embrich - Kristina Kuusk - Katrina Lehis                  | Italie- Alice Clerici - Rossella Fiamingo - Federica Isola - Mara Navarria                 |
| 22/03/2019                                     | Challenge Yves Brasseur, Sint-Niklaas                        | CoM  | Sabre   | Indiv.  | Manon Brunet                                                                                  | Olga Nikitina                                                                              | Yana Egorian Bianca Pascu                                                                  |
| 22/03/2019                                     | Challenge Yves Brasseur, Sint-Niklaas                        | CoM  | Sabre   | Par éq. | France- Cécilia Berder - Manon Brunet - Charlotte Lembach - Caroline Quéroli                  | Russie- Yana Egorian - Olga Nikitina - Sofia Pozdniakova - Sofia Velikaïa                  | Italie- Martina Criscio - Arianna Errigo - Rossella Gregorio - Irene Vecchi                |
| Début de la période de qualification olympique |                                                              |      |         |         |                                                                                               |                                                                                            |                                                                                            |
| 26/04/2019                                     | Grand Prix, Séoul                                            | GP   | Sabre   | Indiv.  | Olha Kharlan                                                                                  | Kim Ji-yeon                                                                                | Manon Brunet Seo Ji-yeon                                                                   |
| 03/05/2019                                     | Grand Prix, Cali                                             | GP   | Épée    | Indiv.  | Sun Yiwen                                                                                     | Mara Navarria                                                                              | Katrina Lehis Ana Maria Popescu                                                            |
| 03/05/2019                                     | Coupe Rheinhold-Würth, Tauberbischofsheim                    | CoM  | Fleuret | Indiv.  | Inna Deriglazova                                                                              | Anastasia Ivanova                                                                          | Erica Cipressa Ysaora Thibus                                                               |
| 03/05/2019                                     | Coupe Rheinhold-Würth, Tauberbischofsheim                    | CoM  | Fleuret | Par éq. | Russie- Inna Deriglazova - Anastasia Ivanova - Larisa Korobeynikova - Adelina Zagidullina     | France- Anita Blaze - Solène Butruille - Pauline Ranvier - Ysaora Thibus                   | Italie- Martina Batini - Arianna Errigo - Francesca Palumbo - Alice Volpi                  |
| 10/05/2019                                     | Coupe du monde, Tunis                                        | CoM  | Sabre   | Indiv.  | Sofia Velikaïa                                                                                | Qian Jiarui                                                                                | Charlotte Lembach Irene Vecchi                                                             |
| 10/05/2019                                     | Coupe du monde, Tunis                                        | CoM  | Sabre   | Par éq. | Italie- Sofia Ciaraglia - Martina Criscio - Rossella Gregorio - Irene Vecchi                  | Ukraine- Yuliya Bakastova - Olha Kharlan - Alina Komachtchouk - Olena Voronina             | Corée du Sud- Choi Soo-yeon - Kim Ji-yeon - Lee Ra-jin - Yoon Ji-su                        |
| 17/05/2019                                     | Grand Prix, Shanghai                                         | GP   | Fleuret | Indiv.  | Inna Deriglazova                                                                              | Alice Volpi                                                                                | Arianna Errigo Lee Kiefer                                                                  |
| 17/05/2019                                     | Coupe du monde, Dubai                                        | CoM  | Épée    | Indiv.  | Choi In-jeong                                                                                 | Courtney Hurley                                                                            | Violetta Kolobova Vivian Kong                                                              |
| 17/05/2019                                     | Coupe du monde, Dubai                                        | CoM  | Épée    | Par éq. | Pologne- Renata Knapik-Miazga - Magdalena Piekarska - Ewa Trzebińska - Aleksandra Zamachowska | États-Unis- Katharine Holmes - Courtney Hurley - Kelley Hurley - Catherine Nixon           | Italie- Alice Clerici - Rossella Fiamingo - Federica Isola - Mara Navarria                 |
| 24/05/2019                                     | Sabre de Moscou, Moscou                                      | GP   | Sabre   | Indiv.  | Sofia Velikaïa                                                                                | Shao Yaqi                                                                                  | Sofia Pozdniakova Liza Pusztai                                                             |
| 13/06/2019                                     | Championnats d'Asie, Tokyo                                   | ChZ  | Épée    | Indiv.  | Zhu Mingye                                                                                    | Lin Sheng                                                                                  | Choi In-jeong Kang Young-mi                                                                |
| 13/06/2019                                     | Championnats d'Asie, Tokyo                                   | ChZ  | Épée    | Par éq. | Corée du Sud- Choi In-jeong - Jung Hyo-jung - Kang Young-mi - Lee Hye-in                      | Chine- Lin Sheng - Sun Yiwen - Xu Chengzi - Zhu Mingye                                     | Hong Kong- Chu Ka Mong - Hsieh Sin Yan - Vivian Kong - Lin Yik Hei                         |
| 13/06/2019                                     | Championnats d'Asie, Tokyo                                   | ChZ  | Fleuret | Indiv.  | Jeon Hee-sook                                                                                 | Yuka Ueno                                                                                  | Sera Azuma Chen Qingyuan                                                                   |
| 13/06/2019                                     | Championnats d'Asie, Tokyo                                   | ChZ  | Fleuret | Par éq. | Japon- Sera Azuma - Komaki Kikuchi - Sumire Tsuji - Yuka Ueno                                 | Corée du Sud- Chae Song-ho - Hong Hyo-jin - Hong Seo-in - Jeon Hee-sook                    | Chine- Chen Qingyuan - Huo Xingxin - Shi Yue - Wu Peilin                                   |
| 13/06/2019                                     | Championnats d'Asie, Tokyo                                   | ChZ  | Sabre   | Indiv.  | Yoon Ji-su                                                                                    | Norika Tamura                                                                              | Shihomi Fukushima Kim Ji-yeon                                                              |
| 13/06/2019                                     | Championnats d'Asie, Tokyo                                   | ChZ  | Sabre   | Par éq. | Chine- Fu Ying - Qian Jiarui - Shao Yaqi - Yang Hengyu                                        | Corée du Sud- Choi Soo-yeon - Hwang Seon-a - Kim Ji-yeon - Yoon Ji-su                      | Japon- Chika Aoki - Misaki Emura - Shihomi Fukushima - Norika Tamura                       |
| 17/06/2019                                     | Championnats d'Europe, Düsseldorf                            | ChZ  | Épée    | Indiv.  | Coraline Vitalis                                                                              | Marie-Florence Candassamy                                                                  | Alexandra Ndolo Ewa Trzebińska                                                             |
| 17/06/2019                                     | Championnats d'Europe, Düsseldorf                            | ChZ  | Épée    | Par éq. | Pologne- Renata Knapik-Miazga - Magdalena Piekarska - Ewa Trzebińska - Aleksandra Zamachowska | Russie- Tatyana Andryushina - Violetta Khrapina - Violetta Kolobova - Lyubov Shutova       | Italie- Alice Clerici - Rossella Fiamingo - Federica Isola - Mara Navarria                 |
| 17/06/2019                                     | Championnats d'Europe, Düsseldorf                            | ChZ  | Fleuret | Indiv.  | Elisa Di Francisca                                                                            | Inna Deriglazova                                                                           | Ysaora Thibus Alice Volpi                                                                  |
| 17/06/2019                                     | Championnats d'Europe, Düsseldorf                            | ChZ  | Fleuret | Par éq. | Russie- Inna Deriglazova - Anastasia Ivanova - Larisa Korobeynikova - Adelina Zagidullina     | France- Anita Blaze - Solène Butruille - Pauline Ranvier - Ysaora Thibus                   | Italie- Elisa Di Francisca - Arianna Errigo - Francesca Palumbo - Alice Volpi              |
| 17/06/2019                                     | Championnats d'Europe, Düsseldorf                            | ChZ  | Sabre   | Indiv.  | Olha Kharlan                                                                                  | Manon Brunet                                                                               | Anna Márton Sofia Velikaïa                                                                 |
| 17/06/2019                                     | Championnats d'Europe, Düsseldorf                            | ChZ  | Sabre   | Par éq. | Russie- Yana Egorian - Olga Nikitina - Sofia Pozdniakova - Sofia Velikaïa                     | Hongrie- Renáta Katona - Luca László - Anna Márton - Liza Pusztai                          | France- Cécilia Berder - Manon Brunet - Charlotte Lembach - Caroline Quéroli               |
| 24/06/2019                                     | Championnats d'Afrique, Bamako                               | ChZ  | Épée    | Indiv.  | Sarra Besbes                                                                                  | Shirwit Gaber                                                                              | Ndeye Binta Diongue Sara Nounou                                                            |
| 24/06/2019                                     | Championnats d'Afrique, Bamako                               | ChZ  | Épée    | Par éq. | Égypte- Nardin Ehab - Salwa Gaber - Shirwit Gaber - Sara Nounou                               | Afrique du Sud- Mone De Jager - Ivana Simic - Aphiwe Tuku                                  | Sénégal- Fatou Coly - Ndeye Binta Diongue - Aminata Sabaly - Salimata Sabaly               |
| 24/06/2019                                     | Championnats d'Afrique, Bamako                               | ChZ  | Fleuret | Indiv.  | Inès Boubakri                                                                                 | Noha Hany                                                                                  | Yara El Sharkawy Noura Mohamed                                                             |
| 24/06/2019                                     | Championnats d'Afrique, Bamako                               | ChZ  | Fleuret | Par éq. | Tunisie- Sarra Afi - Inès Boubakri - Fatma Sethom                                             | Égypte- Yara El Shorkawy - Mariam El-Zoheiry - Noha Hany - Noura Mohamed                   | Algérie- Chaima Nihal Guemmar - Anissa Khelfaoui - Meriem Mebarki - Sonia Zeboudj          |
| 24/06/2019                                     | Championnats d'Afrique, Bamako                               | ChZ  | Sabre   | Indiv.  | Amira Ben Chaabane                                                                            | Nour Montaser                                                                              | Nada Hafez Lina Mohamed                                                                    |
| 24/06/2019                                     | Championnats d'Afrique, Bamako                               | ChZ  | Sabre   | Par éq. | Tunisie- Amira Ben Chaabane - Azza Besbes - Khadija Chemkhi - Yasmine Daghfous                | Égypte- Nada Hafez - Lina Mohamed - Nour Montaser - Lina Walid                             | Algérie- Chaima Benadouda - Naïla Benchekor - Zohra Nora Kehli - Kaouther Mohamed Belkebir |
| 27/06/2019                                     | Championnats panaméricains, Toronto                          | ChZ  | Épée    | Indiv.  | Kelley Hurley                                                                                 | María Martinez                                                                             | Nathalie Moellhausen María Luisa Doig                                                      |
| 27/06/2019                                     | Championnats panaméricains, Toronto                          | ChZ  | Épée    | Par éq. | États-Unis- Katharine Holmes - Courtney Hurley - Kelley Hurley - Catherine Nixon              | Brésil- Katherine Miller - Nathalie Moellhausen - Amanda Netto Simeão - Victoria Vizeu     | Canada- Malinka Hoppe Montanaro - Ariane Leonard - Leonora Mackinnon - Emma Von Dadelszen  |
| 27/06/2019                                     | Championnats panaméricains, Toronto                          | ChZ  | Fleuret | Indiv.  | Nicole Ross                                                                                   | Jessica Zi Jia Guo                                                                         | Eleanor Harvey Kelleigh Ryan                                                               |
| 27/06/2019                                     | Championnats panaméricains, Toronto                          | ChZ  | Fleuret | Par éq. | États-Unis- Jacqueline Dubrovich - Lee Kiefer - Nzingha Prescod - Nicole Ross                 | Canada- Alanna Goldie - Jessica Zi Jia Guo - Eleanor Harvey - Kelleigh Ryan                | Chili- Barbara Ahumada - Alejandra Flores - Arantza Inostroza - Katina Proestakis          |
| 27/06/2019                                     | Championnats panaméricains, Toronto                          | ChZ  | Sabre   | Indiv.  | Anne-Elizabeth Stone                                                                          | Mariel Zagunis                                                                             | María Belén Pérez Maurice Gabriella Page                                                   |
| 27/06/2019                                     | Championnats panaméricains, Toronto                          | ChZ  | Sabre   | Par éq. | États-Unis- Chloe Fox-Gitomer - Aleksandra Shelton - Anne-Elizabeth Stone - Kamali Thompson   | Canada- Pamela Brind'Amour - Gabriella Page - Marissa Ponich - Madison Thurgood            | Mexique- Natalia Botello - Vanessa Infante - Julieta Toledo - Abigail Valdez Andrade       |
| 14/07/2019                                     | Championnats du monde, Budapest                              | ChM  | Épée    | Indiv.  | Nathalie Moellhausen                                                                          | Lin Sheng                                                                                  | Vivian Kong Olena Kryvytska                                                                |
| 14/07/2019                                     | Championnats du monde, Budapest                              | ChM  | Épée    | Par éq. | Chine- Lin Sheng - Sun Yiwen - Xu Anqi - Zhu Mingye                                           | Russie- Tatyana Andryushina - Violetta Khrapina - Violetta Kolobova - Lyubov Shutova       | Italie- Alice Clerici - Rossella Fiamingo - Federica Isola - Mara Navarria                 |
| 14/07/2019                                     | Championnats du monde, Budapest                              | ChM  | Fleuret | Indiv.  | Inna Deriglazova                                                                              | Pauline Ranvier                                                                            | Elisa Di Francisca Arianna Errigo                                                          |
| 14/07/2019                                     | Championnats du monde, Budapest                              | ChM  | Fleuret | Par éq. | Russie- Inna Deriglazova - Anastasia Ivanova - Larisa Korobeynikova - Adelina Zagidullina     | Italie- Elisa Di Francisca - Arianna Errigo - Francesca Palumbo - Alice Volpi              | États-Unis- Jacqueline Dubrovich - Lee Kiefer - Nzingha Prescod - Nicole Ross              |
| 14/07/2019                                     | Championnats du monde, Budapest                              | ChM  | Sabre   | Indiv.  | Olha Kharlan                                                                                  | Sofia Velikaïa                                                                             | Bianca Pascu Theodóra Gkountoúra                                                           |
| 14/07/2019                                     | Championnats du monde, Budapest                              | ChM  | Sabre   | Par éq. | Russie- Yana Egorian - Sofia Pozdniakova - Sofia Velikaïa - Olga Nikitina                     | France- Manon Brunet - Cécilia Berder - Caroline Quéroli - Charlotte Lembach               | Corée du Sud- Choi Soo-yeon - Hwang Seon-a - Kim Ji-yeon - Yoon Ji-su                      |

## Classements généraux

### Épée
| Rang | Nom               | Points |
| ---- | ----------------- | ------ |
| 1    | Kazuyasu Minobe   | 164    |
| 2    | Andrea Santarelli | 156    |
| 3    | Sergey Bida       | 139    |
| 4    | Gergely Siklósi   | 120,5  |
| 5    | Koki Kanō         | 120    |
| 6    | Bas Verwijlen     | 120    |
| 7    | Bohdan Nikishyn   | 120    |
| 8    | Yannick Borel     | 114    |
| 9    | Dmitriy Aleksanin | 102    |
| 10   | Park Sang-young   | 98     |

| Rang | Nom          | Points |
| ---- | ------------ | ------ |
| 1    | Russie       | 352    |
| 2    | France       | 295    |
| 3    | Suisse       | 284    |
| 4    | Italie       | 260    |
| 5    | Corée du Sud | 235    |

| Rang | Nom                  | Points |
| ---- | -------------------- | ------ |
| 1    | Vivian Kong          | 193    |
| 2    | Lin Sheng            | 156    |
| 3    | Kang Young-mi        | 152    |
| 4    | Nathalie Moellhausen | 143    |
| 5    | Sun Yiwen            | 143    |
| 6    | Coraline Vitalis     | 134    |
| 7    | Choi In-jeong        | 130    |
| 8    | Violetta Kolobova    | 125    |
| 9    | Ana Maria Popescu    | 122    |
| 10   | Jung Hyo-jung        | 120    |

| Rang | Nom        | Points |
| ---- | ---------- | ------ |
| 1    | Russie     | 344    |
| 2    | Chine      | 328    |
| 3    | Pologne    | 326    |
| 4    | États-Unis | 280    |
| 5    | Estonie    | 262    |

### Fleuret
| Rang | Nom                 | Points |
| ---- | ------------------- | ------ |
| 1    | Alessio Foconi      | 219    |
| 2    | Race Imboden        | 174    |
| 3    | Enzo Lefort         | 162    |
| 4    | Daniele Garozzo     | 147    |
| 5    | Gerek Meinhardt     | 138    |
| 6    | Andrea Cassarà      | 136    |
| 7    | Cheung Ka Long      | 134    |
| 8    | Alexander Massialas | 134    |
| 9    | Nick Itkin          | 124    |
| 10   | Erwann Le Péchoux   | 110    |

| Rang | Nom          | Points |
| ---- | ------------ | ------ |
| 1    | États-Unis   | 436    |
| 2    | Italie       | 328    |
| 3    | France       | 324    |
| 4    | Russie       | 264    |
| 5    | Corée du Sud | 248    |

| Rang | Nom                  | Points |
| ---- | -------------------- | ------ |
| 1    | Inna Deriglazova     | 311    |
| 2    | Alice Volpi          | 218    |
| 3    | Elisa Di Francisca   | 197    |
| 4    | Arianna Errigo       | 161    |
| 5    | Lee Kiefer           | 144    |
| 6    | Leonie Ebert         | 138    |
| 7    | Anastasia Ivanova    | 127    |
| 8    | Francesca Palumbo    | 125    |
| 9    | Ysaora Thibus        | 118    |
| 10   | Larisa Korobeynikova | 118    |

| Rang | Nom        | Points |
| ---- | ---------- | ------ |
| 1    | Russie     | 412    |
| 2    | France     | 368    |
| 3    | Italie     | 328    |
| 4    | États-Unis | 304    |
| 5    | Japon      | 246    |

### Sabre
| Rang | Nom                  | Points |
| ---- | -------------------- | ------ |
| 1    | Oh Sang-uk           | 290    |
| 2    | Eli Dershwitz        | 210    |
| 3    | Max Hartung          | 210    |
| 4    | Luca Curatoli        | 179    |
| 5    | Áron Szilágyi        | 146    |
| 6    | Kamil Ibragimov      | 135    |
| 7    | Veniamin Reshetnikov | 134    |
| 8    | Boladé Apithy        | 126    |
| 9    | Sandro Bazadze       | 126    |
| 10   | Mojtaba Abedini      | 115    |

| Rang | Nom          | Points |
| ---- | ------------ | ------ |
| 1    | Corée du Sud | 424    |
| 2    | Italie       | 328    |
| 3    | Hongrie      | 312    |
| 4    | Allemagne    | 268    |
| 5    | Russie       | 268    |

| Rang | Nom                  | Points |
| ---- | -------------------- | ------ |
| 1    | Olha Kharlan         | 267    |
| 2    | Sofia Velikaïa       | 264    |
| 3    | Manon Brunet         | 170    |
| 4    | Anna Márton          | 151    |
| 5    | Kim Ji-yeon          | 141    |
| 6    | Cécilia Berder       | 137    |
| 7    | Anne-Elizabeth Stone | 136    |
| 8    | Liza Pusztai         | 128    |
| 9    | Shao Yaqi            | 116    |
| 10   | Sofia Pozdniakova    | 111    |

| Rang | Nom          | Points |
| ---- | ------------ | ------ |
| 1    | France       | 400    |
| 2    | Russie       | 378    |
| 3    | Italie       | 292    |
| 4    | Corée du Sud | 260    |
| 5    | États-Unis   | 252    |

## Statistiques
Tableaux des médailles masculin et féminin global des épreuves de coupe du monde et Grands Prix, hors satellites et grands championnats.
| Rang  | Nation          | Or | Argent | Bronze | Total |
| ----- | --------------- | -- | ------ | ------ | ----- |
| 1     | Italie          | 6  | 13     | 13     | 32    |
| 2     | Corée du Sud    | 6  | 1      | 7      | 14    |
| 3     | États-Unis      | 5  | 3      | 8      | 16    |
| 4     | Russie          | 5  | 1      | 3      | 9     |
| 5     | Japon           | 5  | 0      | 2      | 7     |
| 6     | France          | 3  | 3      | 4      | 10    |
| 7     | Grande-Bretagne | 2  | 0      | 0      | 2     |
| 8     | Allemagne       | 1  | 0      | 6      | 7     |
| 9     | Hongrie         | 0  | 4      | 2      | 6     |
| 10    | Hong Kong       | 0  | 2      | 1      | 3     |
| Total | Total           | 33 | 33     | 53     | 119   |

| Rang  | Nation       | Or | Argent | Bronze | Total |
| ----- | ------------ | -- | ------ | ------ | ----- |
| 1     | France       | 10 | 3      | 7      | 20    |
| 2     | Russie       | 9  | 9      | 6      | 24    |
| 3     | Italie       | 3  | 6      | 17     | 26    |
| 4     | Estonie      | 2  | 1      | 2      | 5     |
| 5     | Hong Kong    | 2  | 1      | 0      | 3     |
| 6     | Corée du Sud | 1  | 4      | 6      | 11    |
| 7     | Ukraine      | 1  | 2      | 2      | 5     |
| 8     | Hongrie      | 1  | 2      | 1      | 4     |
| 9     | Pologne      | 1  | 1      | 1      | 3     |
| 10    | Allemagne    | 1  | 1      | 0      | 2     |
| Total | Total        | 33 | 33     | 53     | 119   |